# 渡辺和貴
渡辺 和貴（わたなべ かずき、1985年〈昭和60年〉9月13日 - ）は、日本の俳優、タレントである。
三重県三重郡出身。私立海星高等学校卒業。

## 略歴
母親が応募したオーディションに合格し、審査当日にバックダンサーでステージに出演する高校卒業後に上京しJTBエンタテインメントに所属、俳優のほかモデル・声優としても活動する。
2011年（平成23年）、漫画原作のアニメ『CRASH!』から派生したユニットや、小林正典・霜月紫との3人組デジタルロックユニットtransgressに参加する。
2016年（平成28年）3月末にJTBエンタテインメントを退所。フリー期間を経て、現在 オフィスぴろっとに所属。

## 出演

### 舞台
- GYOSIN軍 by ネーチャー（2005年10月、シアターモリエール）主演
- Re^birth（2006年7月、東京芸術劇場小ホール1） - リヒト役
- そして龍馬は殺された（2007年6月、シアターサンモール） - 沖田総司 役
- 舞台版 イナズマイレブン（2010年9月、シアターGロッソ） - 辺見渡 役
- 八犬伝 〜第二部〜（2010年12月、六行会ホール） - 犬川荘助義任 役
- Sadバラッド（2011年2月、キンケロ・シアター） - 堀口一彦 役
- うそつきと呼ばないで（2011年3月、元麻布ギャラリー） - 田所 役
- ガクラン（2011年5月、テアトルBONBON） - ミスミ 役（ゲスト出演）
- 秘密編隊ゴンバット（2012年1月、SPACE107） - ブルー 役
- コードギアス 反逆のルルーシュ 騒乱 前夜祭（2012年4月、かつしかシンフォニーヒルズモーツァルトホール） - 吉田透 役
- LIVE ACT 青の祓魔師 〜魔神の落胤〜（2012年5月、日本青年館） - 志摩廉造 役
- DREAM 第一章（2012年7月、エコー劇場） - トオル 役
- サクラ大戦奏組 〜雅なるハーモニー〜（2012年11月、全労済ホールスペース・ゼロ）- ヒューゴ・ジュリアード 役[5]
- ミュージカル忍たま乱太郎 第4弾 〜最恐計画を暴き出せ!!〜（2013年1月・6月、サンシャイン劇場 他） - 潮江文次郎 役
- 虚言の城の王子（2013年3月、吉祥寺シアター） - 王子/貴臣 役
- abc★赤坂ボーイズキャバレー FINAL!!『最後の放電!』〜自分に喝を入れて勝つ!〜（2013年8月、赤坂ACTシアター/シアターBRAVA!） - 松井健作/バニ 役
- サクラ大戦奏組〜薫風のセレナーデ〜（2013年9月、天王洲銀河劇場） - ヒューゴ・ジュリアード 役[6]
- 暗転セクロス（2013年10月、シアターKASSAI） - 土方歳三 役
- 鬼切姫 第二章「来るべき日」（2013年11月、渋谷区文化総合センター大和田 伝承ホール） - 五條嵐 役
- ミュージカル忍たま乱太郎 第5弾 〜新たなる敵!〜（2014年1月・6月 - 7月、サンシャイン劇場 他） - 潮江文次郎 役
- 愛しのダンスマスター（2014年2月 - 3月、新宿村LIVE） - 田中クニオ 役
- 幕末奇譚 SHINSEN5〜外伝〜（2014年4月、博品館劇場） - 永倉新八 役
- ミュージカル シンデレラ（2014年7月 - 11月・2015年7月 - 9月、三越劇場 他） - 王子 役
- 好きよキャプテン（2014年10月、シアターモリエール） - プリンス 役
- 舞台版「のぶニャがの野望 弐(にゃん)」（2014年11月、シアターサンモール） - さニャだ幸村 役
- リズミックタウン（2014年12月、新国立劇場小劇場） - ラオ 役
- HIDEYOSHI2015 （2015年3月、シアターグリーン BIG TREE THEATER） - 沢村藤吉 役
- エデンズロック（2015年3月、新宿村LIVE） - リカルド 役
- 舞台版「龍が如く」（2015年4月、赤坂ACTシアター） - ユウヤ 役
- 朗読劇「魔導師は平凡を望む」（2015年5月、彩の国さいたま芸術劇場大ホール） - アルジェント 役
- 愛しのダンスマスター 再演（2015年10月、新宿村LIVE） - 田中クニオ 役
- 遙かなる時空の中で6（2015年11月 - 12月、全労済ホール スペース・ゼロ） - 有馬一 役
- J-VOICE PJT 第4回公演 朗読劇「ハックルベリーにさよならを」（2015年12月、東京グローブ座）  - コーキチ 役
- 私のホストちゃん THE FINAL 〜激突！名古屋栄編〜（2016年1月 - 3月、天王洲銀河劇場 他）  - 松坂 役
- 舞台「龍狼伝」第二章（2016年4月、シアター1010） - 甘寧 役
- ポセイドンの牙（2016年6月、紀伊國屋ホール） - 岸部秀夫 役
- 戦国無双 四国遠征の章（2016年6月 - 7月、AiiA 2.5 Theater Tokyo） - 長宗我部元親 役
- ミュージカル「眠れる森の美女」（2016年7月 - 10月・2017年1月・7月 - 10月、三越劇場 他） - 王子 役
- 大きな虹のあとで（2016年8月、俳優座劇場） - 平山分隊長 役（ゲスト出演）
- 舞台オリジナル外伝「魔劇「今日からマ王!」〜魔王暴走編〜」（2016年11月、全労済ホール スペース・ゼロ） - ウェラー卿コンラッド 役
- バグバスターズ（2016年11月 - 12月、俳優座劇場） - 五大健太郎 役
- 三越ファミリー劇場 ミュージカル シンデレラ（2016年12月、三越劇場） - 王子 役[7]
- 劇団CATMINT 第12回公演「ほとけのいろは」（2017年1月、CBGKシブゲキ!!） - ゲスト出演
- 愛知のオンナ（2017年1月、Geki地下Liberty） - 尾美俊男/高柳潤役
- 真・三國無双（2017年2月、全労済ホールスペース・ゼロ） - 夏侯惇 役
- 遙かなる時空の中で6 幻燈ロンド（2017年5月、全労済ホールスペース・ゼロ） - 有馬一 役
- バグバスターズ 再演（2017年5月 - 6月、俳優座劇場） - 五大健太郎 役
- 山梨のアソコ（2017年7月、高田馬場RABINEST） - 尾美俊男 役
- 超体感ステージ「キャプテン翼」（2017年8月 - 9月、Zeppブルーシアター六本木）- 若島津健 役
- ポセイドンの牙 version蛤（2017年10月、紀伊國屋ホール） - 岸部秀夫 役
- バグバスターズ2（2017年11月、俳優座劇場） - 五大健太郎 役
- バグバスターズ3（2017年11月 - 12月、俳優座劇場） - 五大健太郎 役
- ミュージカル 孫悟空（2017年12月、三越劇場） - 孫悟空 役
- 妻らない極道たち（2018年1月 - 2月、豊島区立舞台芸術交流センター あうるすぽっと） - 最上健太 役
- バグバスターズ－Stage BLUE－（2018年3月、俳優座劇場） - 五大健太郎 役
- 真・三國無双　官渡の戦い（2018年4月 - 5月、全労済ホールスペース・ゼロ、サンケイホールブリーゼ） - 夏侯惇 役
- 朗読劇「NO TRAVEL,NO LIFE」（2019年1月、渋谷シダックスカルチャーホール） - 須田誠 役
- 真・三國無双　赤壁の戦い（2019年2月、シアター1010） - 夏侯惇 役
- バグバスターズ ―Stage Yellow―（2019年3月、俳優座劇場） - 五大健太郎 役
- ミュージカル「忍たま乱太郎」第10弾 ～これぞ忍者の大運動会だ！～（2019年5月 - 6月、シアターGロッソ 他） - 潮江文次郎 役
- 愛媛のスキャンティー（2019年7月、高田馬場RABINEST） - 銭亀菊男 役 他
- 「げんせんじゃ～！」 ～宝や旅館〜2019（2019年8月、CBGKシブゲキ!!） - 湯ノ元勇作 役
- NINJA ZONE〜FATE OF THE KUNOICHI WARRIOR〜（2019年9月、六行会ホール） - 天草史郎 役
- ミュージカル「忍たま乱太郎」第10弾再演 ～これぞ忍者の大運動会だ！～（2019年10月 - 11月、シアターGロッソ 他） - 潮江文次郎 役
- ミュージカル 孫悟空（2019年12月、三越劇場） - 孫悟空 役
- 舞台版 「誰ガ為のアルケミスト」〜聖ガ剣、十ノ戒〜（2020年3月、新宿FACE ※公演中止による無観客生配信[8]） - オライオン 役
- 朗読劇「星降る街」（2020年7月、OPENREC.tvでの生配信） - 和彦 役
- ミュージカル 白雪姫（2020年8月 - 9月、2021年7月 - 8月、府中の森芸術劇場 ふるさとホール 他） - 王子 役
- ミュージカル「忍たま乱太郎」第11弾 〜忍たま 恐怖の肝だめし〜（2020年10月 - 11月、シアターGロッソ 他） - 潮江文次郎 役
- ROAD59 -新時代任侠特区-（2020年12月、なかのZERO大ホール）- アンソニー・チェロ 役
- ミュージカル「忍たま乱太郎」第11弾再演 〜忍たま 恐怖の肝だめし〜（2021年4月、シアターGロッソ ） - 潮江文次郎 役
- ミュージカル「眠れる森の美女」（2021年7月 - 8月・2022年1月・5月、板橋区立文化会館 他） - 王子 役
- 「げんせんじゃ～！」 ～宝や旅館〜2021（2021年8月、CBGKシブゲキ!!） - 湯ノ元勇作 役
- ミュージカル「忍たま乱太郎」第12弾 〜まさかの共闘！？大作戦！！〜（2021年10月、シアターGロッソ 他） - 潮江文次郎 役
- 舞台版「誰ガ為のアルケミスト」-Last Blue漆黒から、君ニ-（2022年2月、新宿FACE ） - ワギナオ 役
- 花嫁は雨の旋律（2022年4月、六行会ホール） - 片山均 役
- 朗読劇「Wizards Storia-luceat-」（2022年4月 - 5月、DDD AOYAMA CROSS THEATER） - エゴール 役
- 男〆天魚vol.8「遺作」（2022年6月 - 7月、中野ザ・ポケット） - 西舘利哉 役 他
- ミュージカル「人魚姫」（2022年7月 - 9月・2023年8月 - 9月、クレアこうのす 他） - 王子 役
- ミュージカル「忍たま乱太郎」第12弾再演 〜まさかの共闘！？大作戦！！〜（2022年10月、シアターGロッソ ） - 潮江文次郎 役
- 舞台「忍たま乱太郎」～あかるく、たのしく、ゆかい！の段～（2022年11月、豊島区立舞台芸術交流センター あうるすぽっと） - 潮江文次郎 役
- 演劇版「斬舞踊」（2022年11月、築地本願寺 ブディストホール） - スサノオ 役
- 朗読劇「モルグ街の殺人〜最初の探偵デュパンの物語〜」（2023年2月、CBGKシブゲキ!!） - C・オーギュスト・デュパン 役
- ミュージカル「忍たま乱太郎」第13弾 〜ようこそ！忍たま文化祭！〜（2023年4月、シアターGロッソ ） - 潮江文次郎 役
- 舞台「NO TRAVEL, NO LIFE」（2023年5月、六行会ホール） - スダマコト 役
- ミュージカル「忍たま乱太郎」第13弾再演 〜ようこそ！忍たま文化祭！〜（2023年9月 - 10月、シアターGロッソ他 ） - 潮江文次郎 役
- ミュージカル「孫悟空」（2023年12月、三越劇場） - 孫悟空 役
- ミュージカル「忍たま乱太郎」第14弾 五年生！対六年生！～お宝を探し出せ!!～（2024年5月 - 6月、シアターGロッソ 他 ） - 潮江文次郎 役
- ミュージカル 白雪姫（2024年7月 - 9月、三越劇場 他） - 王子 役
- ミュージカル「忍たま乱太郎」第14弾再演 五年生！対六年生！～お宝を探し出せ!!～（2024年10月 - 11月、シアターGロッソ 他 ） - 潮江文次郎 役
- ミュージカル シンデレラ（2024年12月、三越劇場） - 王子 役
- 舞台「殺し屋にくびったけ」（2025年3月、六行会ホール） - 相葉太郎 役[9]
- ミュージカル「忍たま乱太郎」第15弾 走れ四年生! 戦え六年生! 〜閻魔岳を駆け抜けろ〜（2025年5月23日 - 6月14日、シアターGロッソ 他） - 潮江文次郎 役[10]
- 誠之志士 〜近藤勇〜 (2025年6月25 -29日、＠ザ・ポケット)　-原田左之助 役
- ミュージカル「眠れる森の美女」（2025年7月 - 9月、三越劇場 他） - 王子 役
- ミュージカル「忍たま乱太郎」第15弾再演 走れ四年生! 戦え六年生! 〜閻魔岳を駆け抜けろ〜（2025年10月11日 - 11月9日、シアターGロッソ 他） - 潮江文次郎 役

### ショー・イベント
- SPINNING CHANNEL（2014年5月27日 - 6月1日、DDD AOYAMA CROSS THEATER）[11]
- カズくん＆ガッキーイベント（2013年7月20日）
- 渡辺和貴クリスマスイベント2013!!～ホンマにみんなありがとう♪～（2013年12月23日）
- 渡辺和貴公開ラジオイベント!～事件は起きるでしょう!?～（2014年3月21日）
- 渡辺和貴ホワイトデーイベント2014～ホワイトデーは僕たちから!!～（2014年3月21日）
- K'z family夏祭り2014♪～みんなで打ち上げだ～（2014年7月27日）
- OMEDETO和貴29thBIRTHDAYPARTY!（2014年9月13日）
- 渡辺和貴トークライブ2015!（2015年5月12日）
- 渡辺和貴30thメモリアルバースデーパーティ（2015年9月13日）
- 2016年上半期打ち上げパーティ♪～みんないつもありがとう～（2016年7月31日）
- 渡辺和貴ぶっちゃけテンパるBirthday記念イベント（2016年9月10日）
- 渡辺和貴Birthdayトーク&ライブ～スマイル31～（2016年9月10日）
- 渡辺和貴ゆく年くる年大忘年会～カウントダウン5・4・3・2・1～（2016年12月27日）
- 渡辺和貴が池袋で話す会（2017年3月14日）
- 渡辺和貴Birthday記念イベント～スマイル32～（2017年9月17日）
- もう一日やっちゃうよ！？年末イベント！！2017！！（2017年12月26日）
- ありがとう2017 一緒に美味しいもの食べましょう会（2017年12月27日）
- 初ファンクラブ限定イベント「ほぼほぼ地元だよ！？隣の愛知でイベントやっちゃうよ！？」（2018年8月4日）
- 渡辺和貴 2018 BIRTHDAY PARTY！（2018年9月29日）
- ミュージカル「忍たま乱太郎」第９弾『忍術学園　学園祭』（2018年10月13日） - 潮江文次郎 役（ゲスト出演）
- 渡辺和貴イベント 〜朝食をちゃんと食べましょう〜（2018年11月25日）
- 渡辺和貴のゆく年くる年！今年も本当にありがとうございました ～2019カウントダウン３・２・１　亥～（2018年12月29日）
- 渡辺和貴ファンクラブイベント「今日のことは内緒ね」（2019年6月15日）
- 和貴バースデーイベント 〜遅れたけど誕生日会したいので、強制的に祝っていただけますか？〜（2019年11月16日）
- 渡辺和貴 年末イベント2019 〜今年もありがとう、来年も…ありがとう〜（2019年12月30日）
- ミュージカル「忍たま乱太郎」第10弾『忍術学園　学園祭』（2020年1月10日 - 13日、17日 - 19日 舞浜アンフィシアター 他） - 潮江文次郎 役
- 渡辺和貴イベント2020 〜豆まく日かバレンタインかわからなイベント〜（2020年2月2日）
- 渡辺和貴イベント2020 （2020年6月21日）
- Wizards Witchery Vol.4 リリースチャペルイベント（2020年11月6日）
- 渡辺和貴×反橋宗一郎 遅れてやってきたバースデーイベント・カズ茶vol.1（2020年11月8日）
- かず茶vol.2 （2020年12月28日）
- ミュージカル「忍たま乱太郎」第11弾『忍術学園　学園祭』（2021年1月29日 - 31日 クールジャパンパーク大阪WWホール） - 潮江文次郎 役
- ミュージカル「忍たま乱太郎」第11弾『春のファン感謝祭』（2021年3月4日 - 8日 日本青年館ホール） - 潮江文次郎 役
- かず茶vol.3 （2021年3月20日）
- かず茶vol.4 （2021年6月19日)
- かず茶vol.5 （2021年8月7日）
- ROAD59 -新時代任侠特区- スペシャルイベント ROAD to Party  （2021年9月25日、Zepp DiverCity）
- かず茶vol.6 〜今年も遅れてきました誕生日会。換気をしっかりとするので歓喜させて下さい〜 （2021年11月14日）
- ミュージカル「忍たま乱太郎」第12弾 忍術学園 学園祭2021（2021年12月3日 - 5日 あましんアルカイックホール、2021年12月17日 - 23日 明治座） - 潮江文次郎 役
- かず茶vol.7 〜誕生日イベント遅くなったから年末がすぐやって来ちゃったよ、今年もありがとう、来年も宜しくの会〜 （2021年12月26日）
- THE EMPTY STAGE ～TRY NEW THINGS～ （2022年1月26日、よしもと有楽町シアター）
- かず茶vol.8（2022年4月16日）
- 舞台「花嫁は雨の旋律」アフタートークイベント（2022年5月8日）
- かず茶 FC会員限定イベント（2022年5月29日）
- ミュージカル「忍たま乱太郎」第12弾再演 8月8日はＧロッソで陣を取れ！〜ファンミーティングの段〜（2022年8月8日、シアターGロッソ）
- かず茶 FC会員限定イベントvol.2（2022年8月27日）
- ROAD59 -新時代任侠特区- 天海区民選挙型　朗読劇＆トークイベント（2022年9月4日、飛行船シアター）
- 渡辺和貴×宮垣祐也×倉本発×塩澤英真 with 田上真里奈 再会の奏（2022年12月18日）
- かず茶vol.9 〜今年も遅れましたが祝って下さいの誕生日会、でも今日はクリスマスですし、年末ですし、今年もありがとうございましたの会〜（2022年12月25日）
- 渡辺和貴×湯本健一トークイベント『和みの湯』（2023年2月5日）
- 超体験NHK フェス ステージイベント みんなで超体験！これがミュージカル「忍たま乱太郎」の世界だ！（2023年3月20日）
- かず茶「春ですね。今回こそ爽やかに大人の色気で、楽しみましょう大作戦」（2023年4月29日）
- 舞台「NO TRAVEL, NO LIFE」アフタートークイベント（2023年6月27日）
- ミュージカル「忍たま乱太郎」六年生単独ライブ Zepp Yokohama 夏の陣（2023年7月31日、KT Zepp Yokohama） - 潮江文次郎 役
- 第2回 ミュージカルで表現する「忍たま乱太郎」の世界 in 青山（2023年8月24日）
- かず茶 vol.10 〜渡辺和貴のお誕生日会。今年は9月にできました。〜（2023年9月9日）
- 写真集「MOVE ON」リリース記念イベント（2023年10月25日）
- ミュージカル「忍たま乱太郎 第13弾 忍術学園 学園祭2023」（2023年12月8日 - 17日、TACHIKAWA STAGE GARDEN 他） - 潮江文次郎 役[12]
- かず茶 vol.11 2023年忘年会スペシャル（2023年12月27日）
- 渡辺和貴×高橋里央×五十嵐啓輔 with 藤岡沙也香　再会の奏２（2024年1月7日）
- ミュージカル「忍たま乱太郎」第14弾直前！〜ファンミーティングの段〜（2024年3月4 - 5日、シアターGロッソ)
- かず茶vol.12（2024年4月7日）
- 和みの湯vol.2（2024年6月22 - 23日）
- 「乱太郎とめぐるふしぎな世界」朗読会（2024年7月27日）
- ミュージカル「忍たま乱太郎」六年生単独ライブ Zepp Yokohama 夏の陣 〜再燃〜（2024年8月22日、KT Zepp Yokohama） - 潮江文次郎 役
- かず茶vol.13 〜渡辺和貴誕生日の次の日イベント！「今日だけは勝たせてね」〜（2024年9月14日）
- 和みの湯vol.3（2024年11月13日、16日）
- KPF（北九州ポップカルチャーフェスティバル）2024（2024年11月30日）
- 第6回ミュージカルで表現する「忍たま乱太郎」の世界 in 名古屋教室（2024年12月14日）
- 渡辺和貴FC限定イベント 〜今年もやります！ 忙しいところごめんなさいね 年末トークイベント〜（2024年12月30日）
- ミュージカル「忍たま乱太郎」第14弾『忍術学園　学園祭』（2025年1月17日 - 26日 森ノ宮ピロティホール、TACHIKAWA STAGE GARDEN） - 潮江文次郎 役
- バレンタインデーイベントではなく、普通にご飯を楽しく一緒に食べましょう会。〜いつも心配されるのでご飯たくさん食べるところを見て下さい〜（2025年2月22、24日）
- ADACHI HOUSE『安達勇人×渡辺和貴 スペシャルイベント』〜ちょっと早いホワイトデー〜（2025年2月23日）
- ミュージカル「忍たま乱太郎」キャストと観よう！過去作品コメンタリー上映会（2025年4月5日、よみうりホール)
- ミュージカル「忍たま乱太郎」第15弾直前！〜ファンミーティングの段〜（2025年4月6日、よみうりホール)
- 鯛前VS和湯（2025年4月12日-13日、シアターモリエール）
- かず茶vol.14 〜明日は七夕ですね。僕の願いは何ですか？〜（2025年7月6日、THE BAGUS PLACE）
- ミュージカル「忍たま乱太郎」六年生単独ライブ～ROKUTAN Zepp Tour～（2025年8月18日-26日、KT Zepp Yokohama 他） - 潮江文次郎 役

### テレビ
- 忍たま乱太郎30年×尼崎（2023年3月17日、NHK総合）

### 配信ドラマ
- バニラフレーバーの恋（2010年4月 - 2011年3月、NTTドコモおサイフケータイ） - 和貴 役

### ラジオドラマ
- ドラマファクトリー「グルメなバンパイア」（2010年12月、ラジオ日本『カフェ・ラ・テ』内） - バンパイア 役
- CRASH! 特別バージョン（2011年、VOMIC） - 赤松順平 役

### ラジオ
- 夕刊 ごじラジ（2024年12月13日、NHK R1）

### テレビアニメ
- けんぷファー 第5話（2009年10月、TBS） - 男子生徒 役
- にゅるにゅる!!KAKUSENくん2期 第2話・第9話（2015年4月、BS11） - T・毛役

### ゲーム
- ケイオスドラゴン 混沌戦争（2015年） - ジャンベイル 役
- ファンタジースクワッド（2017年） - ハンニャ 役
- ROAD59 -新時代任侠区- 摩天楼モノクロ抗争（2025年） - アンソニー・チェロ 役[13]

### インターネット
- 渡辺和貴のぶっちゃけ天パる（2012年10月 - 2015年5月、アメーバスタジオプレミアム放送）
- WADACHI STREET（2015年12月 - 2021年3月、ニコニコ動画「せかんどちょっとチャンネル」）
- 渡辺と栗原（2020年8月 - 、ONSTAGE(オンステージ)）
- 渡辺和貴のテンパりません！（2021年5月 - 、ONSTAGE(オンステージ)）
- 渡辺和貴のまったり話しましょう（2025年4月 - 、ニコニコ生放送）

### CM
- 東芝モバビジョン（2005年） - 『茂場家の姉妹』彼氏 役
- パチンコABC（2006年）
- ニンテンドーDS「トレジャーガウスト ガウストダイバー」（2008年）
- 神社検定（2012年）
- 東京ガス（2013年）

### モデル
- スタジオメリル（2010年 - ） - メインモデル

### その他
- お台場冒険王2004「お台場湾岸テレビ」（2004年、フジテレビ） - イベントMC
- オリックス・バファローズ イベント「Bs大坂夏の陣2011」（2011年7月、京セラドーム） - Bsイケメン十勇士・霧隠才蔵 役
- 長崎県で豊かな教員生活を（長崎県教員魅力PR動画）

## 書籍

### 雑誌連載
- 旅行読売「俳優、渡辺和貴の民宿っていいもんだ」（2013年5月 - 12月 旅行読売出版社）

### フォトブック
- Wizards Witchery Vol.4 （2020年11月）
- 写真集「MOVE ON」（2023年10月）